# Atafu (atol)
Atafu (vroeger ook wel Duke of York's Island) is een van de drie atollen van Tokelau en vormt daarmee ook een van de drie bestuurlijke deelgebieden van de archipel, naast Fakaofo en Nukunonu. Het atol telt 482 inwoners (2011) op een oppervlakte van 2,5 vierkante kilometer.

## Geografie

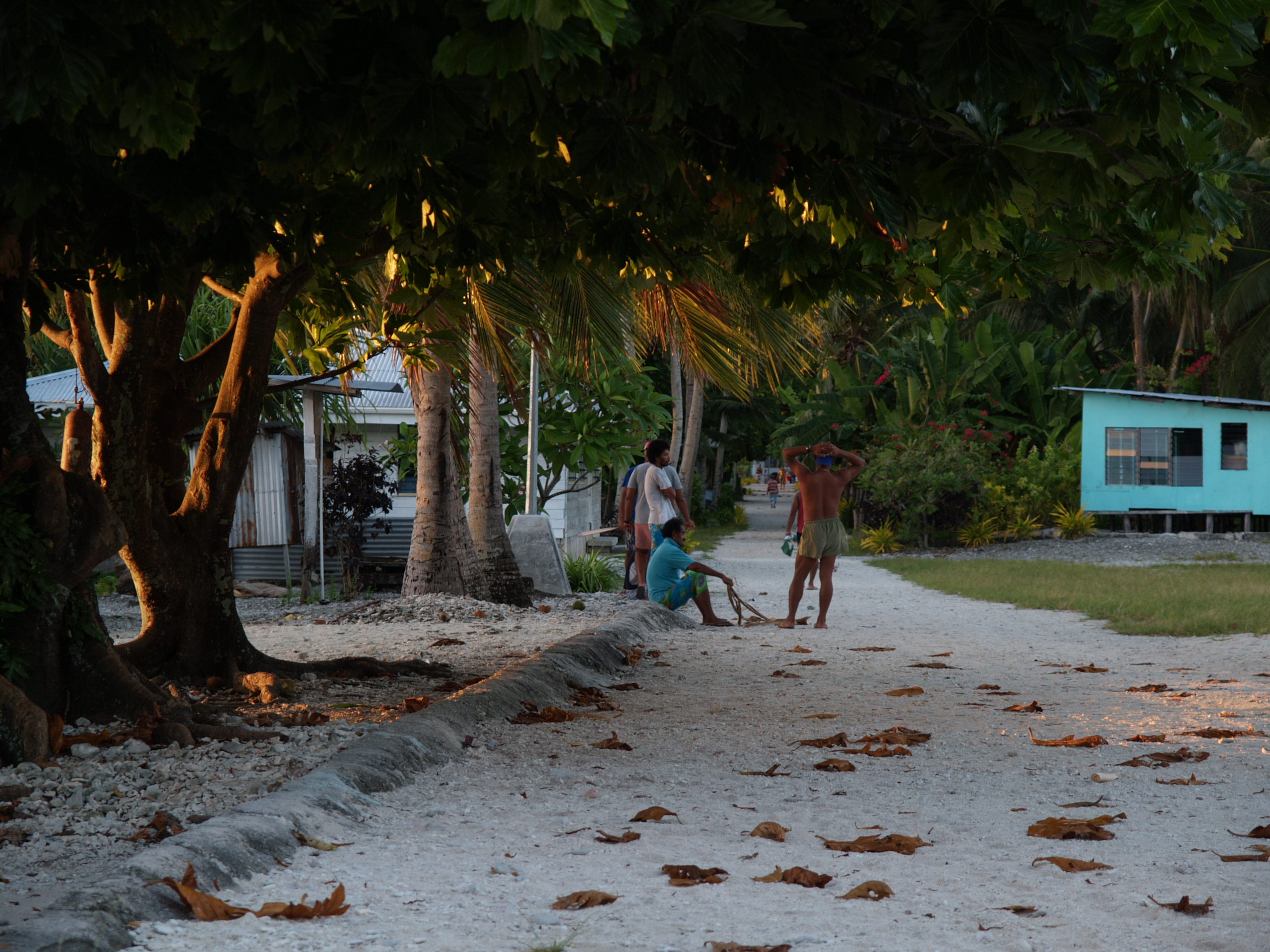
De avond valt in de hoofdstraat van Atafu

Atafu is het kleinste en noordelijkste van de atollen van Tokelau, op 92 km van Nukunonu, en is ruwweg driehoekig. Een eind ten noorden van Atafu liggen de Phoenixeilanden, die tot Kiribati behoren, een nog verder naar het westen ligt Tuvalu. De eilandengroep is weelderig begroeid met kokospalmen en andere bomen. Op zijn breedste punt, in het zuiden, meet Atafu 5,5 km; de lengte van noord naar zuid is 6,5 kilometer. De 37 eilanden liggen verspreid rond een lagune met een oppervlak van 17 km² en hebben een gezamenlijke oppervlakte van 2,5 km². Alle inwoners leven in het dorpje Atafu op het gelijknamige V-vormige eilandje in het uiterste noordwesten, dat het grootste dorp van Tokelau is. Sommigen claimen dat je op een dag rond het hele atol kan wandelen.
De motu (eilanden) in het oosten van het atol vormen samen een bijna ononderbroken langgerekte landmassa, de Motu Hakataga, hetgeen contrasteert met de westelijke zijde, waar slechts een handvol veel kleinere eilanden liggen. De zuidzijde wordt gevormd door een lange rij dicht bij elkaar liggende eilandjes die Hakea (ook wel Te Atu Hakea) wordt genoemd. De noordpunt wordt gevormd door Te Oki, een westelijke uitloper van de Motu Hakataga, Atafu en een tweetal kleinere eilanden tussen de beide.
Het rif waardoor de diverse eilanden met elkaar zijn verbonden is bij laagwater doorwaadbaar; er is dan ook geen scheepvaart in de lagune. Aan de buitenkant is de oceaan echter vrij diep, wat het afmeren van schepen mogelijk maakt. Atafu ligt in de cyclonengordel, geregeld worden eigendommen dan ook door orkanen beschadigd. Zo werden in januari 1914 bijvoorbeeld de kerk, een aantal huizen en heel wat kokospalmen door een orkaan verwoest.

### Eilanden
Atafu bestaat uit de volgende eilanden:
- Atafu
- Fenualoa
- Fongalaki-ke-lalo
- Fongalaki-matangi
- Laualalava
- Hakea Lahi i Lalo
- Hakea Lahi ki Matagi
- Hakea o Apelamo
- Hakea o Fata
- Hakea o Himi
- Hakea o Hoi
- Hotoma
- Kenakena
- Komulo
- Malatea
- Malo o Futa
- Matu o Tenumi
- Motu Atea
- Motu o te Fala
- Motu o te Lakia
- Motu o te Niu
- Motu Fakaka kai
- Motu Fakalalo
- Na Hapiti
- Na Utua
- Niuefa
- Tagi a Kuli
- Tama Hakea
- Tamaheko
- Te Alofi
- Te Hepu
- Te Kapi
- Te Oki
- Te Puka
- Tulua a Kava
- Tulua a Kovi
- Ulugagie

## Demografie, godsdienst en cultuur

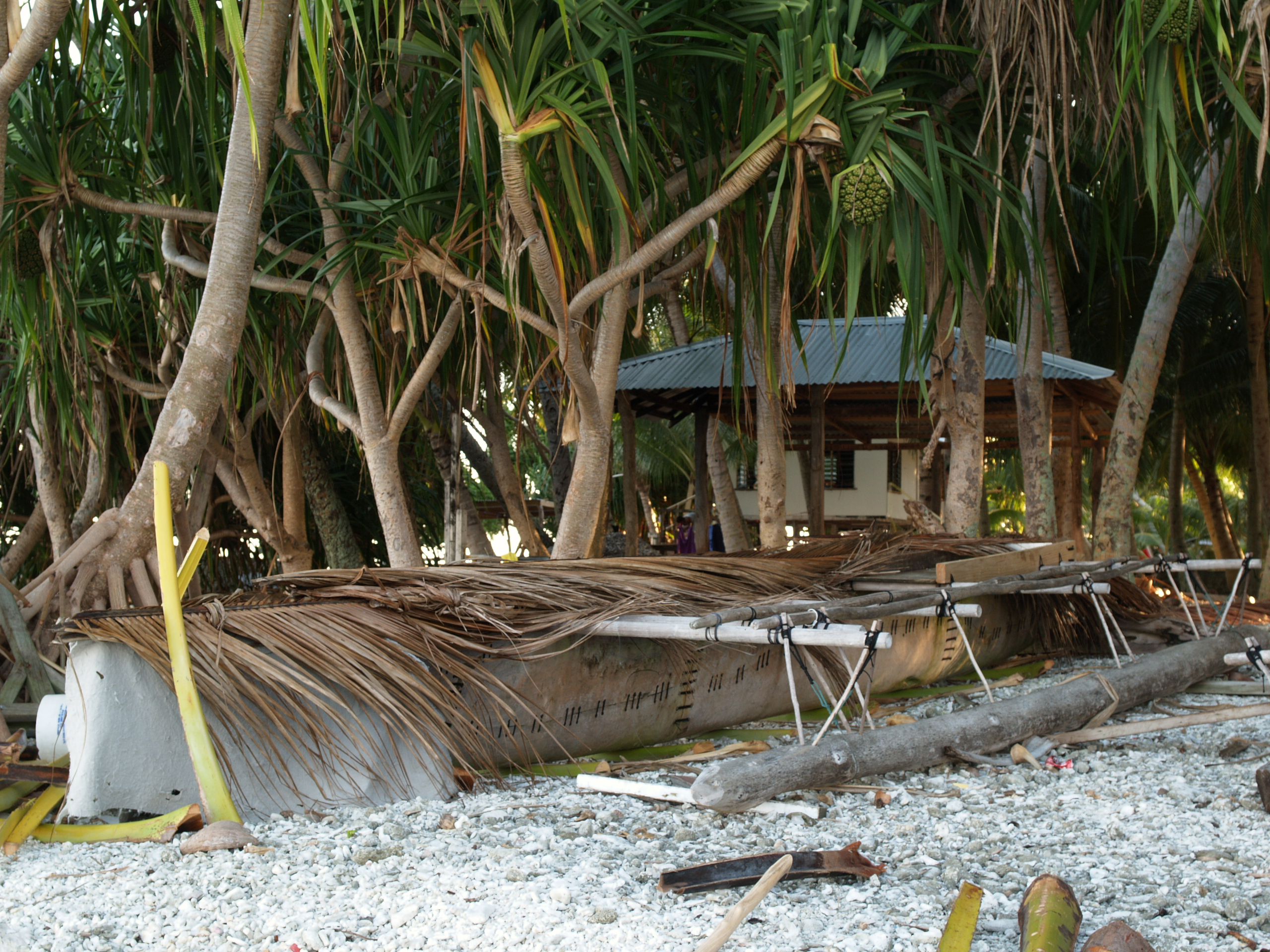
Een vaka, ofte traditionele boomstamkano

Bij de volkstelling van 2002 zijn 500 inwoners geteld, in 2006 524 en volgens de laatste volkstelling uit 2011 telt het atol 482 inwoners. Deze eilanders, van wie 95% het congregationalisme aanhangt (ofschoon het presbyterianisme er in 1858 werd ingevoerd), hebben hun dorp gebouwd aan de lagunekust in het zuiden van het gelijknamige eiland, en kunnen zo van de verfrissende passaten genieten.
De mannen van Atafu zijn bijzonder bedreven in het vissen en maken daartoe zelf allerlei soorten netten en kano's. Volgens reisgidsenauteur David Stanley is Atafu het traditioneelste atol van Tokelau: het zou het enige zijn waar nog traditionele boomstamkano's worden gemaakt en waar veel huizen nog strodaken hebben.

## Politiek
Net zoals op Fakaofo en Nukunonu wordt er elke drie jaar een faipule, een soort chef, gekozen, die zijn atol als minister vertegenwoordigt op nationaal niveau en gedurende een jaar van zijn ambtstermijn ook premier (Ulu-o-Tokelau) van het hele territorium is. De huidige faipule is Keli Koloi. Naast een faipule is er ook een burgemeester of pulenuku, dat is momenteel Faafetai Taumanu. Ook de pulenuku is automatisch lid van de zeskoppige regering of Raad voor het Doorgaand Bestuur van Tokelau, maar heeft geen portefeuille. Koloi en Taumanu volgden in 2011 respectievelijk Kuresa Nasau, tot dat moment ook premier, en Nouata Tufoua op. De Raad der Ouderen (Taupulega) ten slotte bestaat uit alle gezinshoofden aangevuld met leraren, medisch personeel en andere mensen met een publieke functie en coördineert de activiteiten van de eilandgemeenschap.
Atafu heeft zeven vertegenwoordigers in het parlement.

## Vervoer

### Internationaal en interinsulair
Net als de rest van Tokelau is Atafu vanuit het buitenland uitsluitend bereikbaar per boot vanuit de Samoaanse hoofdstad Apia, die enkele honderden kilometers ten zuiden van Tokelau ligt en waar een internationale luchthaven is die rechtstreeks verbonden is met Australië (Brisbane en Sydney), Fiji (Nadi), Nieuw-Zeeland (Auckland) en de Verenigde Staten (Honolulu). De MV Tokelau en enkele andere schepen verzorgen circa tweemaal per maand de verbinding; de data staan vermeld op de webstek van de Tokelause regering. Deze boten vervoeren zowel vracht als passagiers. Na circa 27 uur bereikt men het zuidelijkste atol Fakaofo, vervolgens is het nog drie uur tot Nukunonu, en nog eens zes vaaruren later arriveert men op Atafu. De hele rondvaart duurt zeven tot negen dagen; een retourticket voor de trip kost ongeveer 260 euro. Aangezien de drie atollen telkens alle drie na elkaar worden aangedaan is deze route eveneens de enige verbinding tussen de atollen onderling. Het schip zelf blijft enkele tientallen meters voor de kust liggen, waar de passagiers in sloepen moeten overstappen die hen via een uitgehakte toegang in het koraal naar het eiland brengen.
De Tokelause regering klaagt al jaren over de erbarmelijke staat waarin de MV Tokelau verkeert. Om financiële redenen hebben de Nieuw-Zeelandse autoriteiten altijd weigerachtig gestaan tegenover de aankoop of het huren van een recenter schip.
Ook van een luchthaven is al langer sprake. Het Tokelaus parlement heeft kenbaar gemaakt het idee van een luchtverbinding tussen Apia en Tokelau te ondersteunen, maar er moet nog een grondig onderzoek komen naar de haalbaarheid van de constructie van een luchthaven, al dan niet enkel voor watervliegtuigen.

### Lokaal
Vervoer binnen Atafu gaat, afgezien van enkele bootjes en motorvoertuigen die de koraalpaden berijden, doorgaans te voet.

## Onderwijs
Er is een school op Atafu, de Matauala School, die onderwijs aanbiedt tot de leeftijd van 13 jaar.

## Toerisme
Atafu kent geen echte hotels (die zijn er alleen op Nukunonu), maar er is een pension, Feliti Lopa. Een andere populaire optie is het overnachten bij families thuis. Het is de gewoonte dat dit wordt aangevraagd bij het Tokelau Apia Liaison Office (TALO) te Apia, waar ook de tickets voor de ferry worden bekomen.

### Bezienswaardigheden
- Op een buitenmuur van de Matauala School is in keramiek de geschiedenis van Tokelau afgebeeld.

## Bekende personen uit Atafu
- Patuki Isaako, premier (2004-2005)
- Kuresa Nasau, premier (1992-1993, 1995-1996, 1998-1999, 2001-2002, 2007-2008 en 2010-2011)